# Herb gminy Sławno (województwo łódzkie)
Herb gminy Sławno – jeden z symboli gminy Sławno, ustanowiony 29 grudnia 2005.

## Wygląd i symbolika
Herb przedstawia na tarczy dwudzielnej w słup w polu błękitnym lilię srebrna z łodygą, liśćmi i pręcikami złotymi, a w polu czerwonym trzy pasy białe. Lilia jest atrybutem Najświętszej Marii Panny - patronki kościoła w Sławnie. Pasy to jeden z elementów herbu Ziemi Sandomierskiej, na której pograniczu leży gmina.